# Мали лав (сазвежђе)
Мали лав (лат. Leo Minor) је сазвежђе северне хемисфере и једно од 88 савремених сазвежђа. Дефинисао га је пољски астроном Јоханес Хевелије у 1687. године, од слабих звезда између Великог медведа и Лава.

## Звезде
Најсјајнија звезда је 46 Малог лава, једина случај да звезда која је најсјајнија у неком сазвежђу нема Бајерову ознаку. 46 Малог лава се налази на 98 светлосних година од Сунца, по величини између субџина и џина, К спектралне класе.
Бета Малог лава је бинарна звезда чија је примарна компонента џин G класе а пратилац патуљак F класе.
20 Малог лава је још једна двојна звезда, на свега 14,9 парсека од Сунца.

## Објекти дубоког неба
Највидљивији објекат дубоког неба је NGC 3003, спирална галаксија Волф-Рајеовог типа асиметричних кракова који видимо са стране. Од Сунца је удаљена око 80 милиона светлосних година.
У Малом лаву се налази занимљив пар кога чине IC 2497 и Ханин објект. IC 2497 је спирална галаксија у чијој близини је видљив објект недефинисаног порекла са великом рупом у средини, назван по Хани ван Еркел која га је открила. Ханин објект је пречника око 16 000 светлосних година (приближно као Млечни пут), а од Сунца је удаљен око 700 000 000 светлосних година, као и IC 2497. 

## Историја
Класични астрономи Аратус и Птоломеј су приметили да је област садашњег Малог Лава недефинисана и да не садржи никакве карактеристичне обрасце. Птоломеј је класификовао звезде у овој области као amorphōtoi (не припадају констелацији) у сазвежђу Лава.